# Thamnium punctulatum
Thamnium punctulatum là một loài Rêu trong họ Neckeraceae. Loài này được (Müll. Hal. ex Dusén) Kindb. miêu tả khoa học đầu tiên năm 1902.